# Франсіс Северейнс
Франсіс Северейнс (нід. Francis Severeyns, нар. 8 січня 1968, Вестмалле) — бельгійський футболіст, що грав на позиції нападника.
Виступав за національну збірну Бельгії. Володар Кубка Бельгії.

## Клубна кар'єра
У дорослому футболі дебютував 1985 року виступами за команду клубу «Антверпен», в якій провів три сезони, взявши участь у 73 матчах чемпіонату. Більшість часу, проведеного у складі «Антверпена», був основним гравцем атакувальної ланки команди. У складі «Антверпена» був одним з головних бомбардирів команди, маючи середню результативність на рівні 0,49 голу за гру першості.
Протягом 1988—1989 років захищав кольори команди клубу «Піза».
Своєю грою за останню команду привернув увагу представників тренерського штабу клубу «Мехелен», до складу якого приєднався 1989 року. Відіграв за команду з Мехелена наступні три сезони своєї ігрової кар'єри. Граючи у складі «Мехелена» також здебільшого виходив на поле в основному складі команди.
1992 року повернувся до клубу «Антверпен». Цього разу провів у складі його команди п'ять сезонів і знову розглядався як гравець «основи». У клубі був серед найкращих голеодорів, відзначаючись забитим голом в середньому майже у кожній другій грі чемпіонату.
Згодом з 1997 по 1998 рік грав у складі команди австрійського «Тіроля».
З 1998 року три сезони захищав кольори команди клубу  та «Жерміналь-Екерен» (з 1999 року «Жерміналь-Беєрсхот»). У цій команді продовжував регулярно забивати, в середньому 0,38 рази за кожен матч чемпіонату.
Протягом 2001—2007 років захищав кольори клубів «Вестерло» та «Каппеллен».
Завершив професійну ігрову кар'єру у клубі «Сінт-Ленаартс», за команду якого виступав протягом 2007—2009 років.

## Виступи за збірну
1988 року дебютував в офіційних матчах у складі національної збірної Бельгії. Протягом кар'єри у національній команді, яка тривала 6 років, провів у формі головної команди країни лише 7 матчів, забивши 1 гол.

## Досягнення
- Володар Кубка Бельгії:

«Антверпен»: 1991—1992
- Найкращий бомбардир Чемпіонату Бельгії:

«Антверпен»: 1987—1988